# ZARD BLEND II ~LEAF&SNOW~
《ZARD BLEND II ~LEAF&SNOW~》는 일본의 밴드 ZARD의 두 번째 셀렉션 음반으로, 2001년 11월 21일 발매되었다. (CD: JBCJ-9002) 표지는 도요코로정에 있는 유명한 느릅나무다.

## 수록곡
| #            | 제목 | 작사          | 작곡                  | 편곡                            | 재생 시간 |
| ------------ | --- | ------------- | --------------------- | ------------------------------- | --------- |
| 1.           | 〈〈나만을 바라봐줘〉〉 (私だけ見つめて 와타시다케미츠메테[*])                                          | 사카이 이즈미 | 쿠리바야시 세이이치로 | 아카시 마사오                   | 3:51      |
| 2.           | 〈〈당신을 느끼고 싶어요〉〉 (あなたを感じていたい 아나타오칸지테이타이[*])                             | 사카이 이즈미 | 오다 테츠로           | 오다 테츠로                     | 5:08      |
| 3.           | 〈〈조금 더 조금만 더...〉〉 (もう少し あと少し… 모스코시 아토스코시[*])                                | 사카이 이즈미 | 쿠리바야시 세이이치로 | 아카시 마사오                   | 4:47      |
| 4.           | 〈〈My Baby Grand ~따스함이 필요해서~〉〉 (My Baby Grand 〜ぬくもりが欲しくて〜 -누쿠모리가호시쿠테[*]) | 사카이 이즈미 | 오다 테츠로           | 이케다 다이스케                 | 4:10      |
| 5.           | 〈〈석양 속 My Lonely Heart〉〉 (黄昏にMy Lonely Heart 타소가레니-[*])                                  | 사카이 이즈미 | 쿠리바야시 세이이치로 | 아카시 마사오                   | 4:25      |
| 6.           | 〈〈Boy〉〉                                                                                             | 사카이 이즈미 | 쿠리바야시 세이이치로 | 아카시 마사오                   | 5:34      |
| 7.           | 〈〈Stray Love〉〉                                                                                      | 사카이 이즈미 | 카와시마 다리아       | 아카시 마사오                   | 4:03      |
| 8.           | 〈〈Take me to your dream〉〉                                                                           | 사카이 이즈미 | 카와시마 다리아       | 아카시 마사오                   | 5:04      |
| 9.           | 〈〈You and me (and…)〉〉                                                                               | 사카이 이즈미 | 오다 테츠로           | 하야마 타케시                   | 4:34      |
| 10.          | 〈〈당신에게로 돌아가고 싶어요〉〉 (あなたに帰りたい 아나타니카에리타이[*])                             | 사카이 이즈미 | 쿠리바야시 세이이치로 | 아카시 마사오                   | 5:20      |
| 11.          | 〈〈Just for you〉〉                                                                                    | 사카이 이즈미 | 쿠리바야시 세이이치로 | 아카시 마사오 / 이케다 다이스케 | 4:16      |
| 12.          | 〈〈Ready, Go!〉〉                                                                                      | 사카이 이즈미 | 카와시마 다리아       | 하야마 타케시                   | 4:35      |
| 13.          | 〈〈Change my mind〉〉                                                                                  | 사카이 이즈미 | 쿠리바야시 세이이치로 | 하야마 타케시                   | 5:16      |
| 14.          | 〈〈카나리아〉〉 (カナリヤ 카나리야[*])                                                                 | 사카이 이즈미 | 쿠리바야시 세이이치로 | 아카시 마사오                   | 4:34      |
| 15.          | 〈〈크리스마스 타임〉 (ZARD Version)〉 (クリスマス タイム 크리스마스 타이무[*])                         | 사카이 이즈미 | 쿠리바야시 세이이치로 | 토쿠나가 아키히토               | 4:52      |
| 16.          | 〈〈영원 ~당신과 나 사이에~〉〉 (永遠 〜君と僕との間に〜 에이엔 키미노보쿠토노아이다니[*])              | 사카이 이즈미 | 토쿠나가 아키히토     | 토쿠나가 아키히토               | 5:52      |
| 총 재생 시간 | 총 재생 시간                                                                                            | 총 재생 시간  | 총 재생 시간          | 총 재생 시간                    | 1:16:22   |

16번째 트랙 〈영원 ~당신과 나 사이에~〉는 5분 52초의 재생 시간동안 〈영원〉만 흘러나오지는 않는다. 과거 카메라 광고에 삽입되었던 짧은 길이의 오리지널 곡이 먼저 등장하며, 곡이 끝나고 약간의 공백 후에 〈머나먼 별을 세면서〉가 이어진다. 즉 두 노래 분량을 합한 재생 시간이 5분 52초이다. 〈머나먼 별을 세면서〉의 곡 정보는 다음과 같다.
| #  | 제목                                                                | 작사          | 작곡                  | 편곡              | 재생 시간 |
| -- | ------------------------------------------------------------------- | ------------- | --------------------- | ----------------- | --------- |
| 1. | 〈〈머나먼 별을 세면서〉〉 (遠い星を数えて 토오이호시오카조에테[*]) | 사카이 이즈미 | 쿠리바야시 세이이치로 | 토쿠나가 아키히토 |           |